# 神盃朱里
神盃 朱里（こうづき じゅり、1990年（平成2年）11月5日 - ）は、日本のアイドル、歌手。ダンスヴォーカルユニット「神聖フレラモ」のメンバー。合同会社フレラモ所属。愛称は「じゅりにゃん」。
現在は主にアイドルとして活動しているが、過去にはDJ、コスプレイヤー、イベントコンパニオン等を経験しており、活動は多岐にわたる。

## 略歴
- 2005年、歌、DJ活動を開始
- 2013年8月、デビューCD「Changing My☆World!!」をリリースする[3]。
- 2015年7月、1stグラビアDVD「ぶっとびにゃんにゃん」リリース、8月2日に秋葉原ソフマップMB館にて発売イベントを開催する[4]。
- 2018年8月、エアバンドユニット「覇汝家」に「トリカブト」の名前で加入するが[5][6]、2019年1月に脱退する。
- 2021年6月、神聖フレラモのメンバーとしてデビューする。フレラモの運営会社が主催するイベントでコスプレDJとして出演したことがきっかけとなりデビューに繋がった。

## 人物
- 元美容師であり、コスプレウイッグ専門のカットセット店を運営していたこともある。
- 釣りを趣味としており、魚をさばくことも出来る。
- 手先が器用であり、神聖フレラモのイベント等で販売するグッズ等の作成も行っている。
- 神聖フレラモライブでのソロステージ入場時に使用される曲はかつて所属していたユニット・わがままマーメイのステージ時にも使われていたものである。

## ディスコグラフィー

### CD

#### シングル
| タイトル   | 特記事項 |
| ---------- | --- |
| 夢幻Shield | 元は神聖フレラモの前身ユニット「Fleramo【Orion】」のメンバーであったNoAの楽曲。音程がNoAの時のものより高めになっている。 |
| 不如帰     | |

#### アルバム
|     | 発売日       | タイトル            | 収録内容                                                                    | 備考                                                                           |
| --- | ------------ | ------------------- | --------------------------------------------------------------------------- | ------------------------------------------------------------------------------ |
| 1st | 2013年8月7日 | Changing☆My World!! | 1. Changing☆My World!! 2. シアワセカケラ 3. End of the world 4. Shiny Smile | 光月樹里名義での発売。 Changing☆My World!!はカラオケJOYSOUNDに収録されている。 |

※神聖フレラモでの楽曲については神聖フレラモ#ディスコグラフィーを参照。

### DVD
- ぶっとびにゃんにゃん（2015年7月30日）※光月樹里名義

### VR動画
- モテ期の晩餐（2019年8月16日）※光月樹里名義
- モテ期の晩餐 ABURA BAR 光月樹里（2019年09月27日）※光月樹里名義

## メディア

### テレビ
- シャキット!（2018年12月、千葉テレビ）※覇汝家・トリカブトとして
- アイQTV（2019年9月、MXテレビ）
- Music B.B.（2021年2月）※番組内コーナーのドリパス学園に2月レギュラー出演[7]

### ラジオ
- 浜口レボリューション（2022年7月、NETFM358）

### インターネットTV
- ZAK THE QUEEN（2015年 #176、pigoo）
- 指原莉乃&ブラマヨの恋するサイテー男総選挙（2018年10月16日 #74  アートの秋!汚れた部屋に裸体♡、Abema TV）※インタビュー出演
- 矢口真里の火曜The NIGHT （2018年11月-12月、Abema TV）※覇汝家・トリカブトとして
- FX猫王子と25日の給料日（2021年8月、Youtube）

### 新聞・雑誌
- 週刊プレイボーイグラビア（2015年3月）
- アサ芸シークレット企画 紙面争奪グラビアオーディション（2017年4月）[8]

### その他
- 阿佐ヶ谷ロフトAイメージガール公開オーディション（2020年1月）[9]